# Braniewo
Braniewo là một thị trấn thuộc huyện Braniewski, tỉnh Warmińsko-Mazurskie ở đông-bắc Ba Lan. Thị trấn có diện tích 12 km². Đến ngày 1 tháng 1 năm 2011, dân số của thị trấn là 17457 người và mật độ 1407 người/km².